# Flashback Forum
Flashback Forum – szwedzkie forum internetowe utworzone w maju 2000 roku. Serwis był notowany w rankingu Alexa na miejscu 11 081 (2020).

## Historia
Forum internetowe zostało utworzone w maju 2000 roku. W kwietniu 2002 roku utworzone zostało równolegle Flashback konferensforum, a następnie oba fora zostały połączone.
W 2010 roku forum miało od 1,6 do 2,2 milionów unikalnych użytkowników każdego tygodnia.